# Wielgolas (powiat miński)
Wielgolas – wieś sołecka w Polsce położona w województwie mazowieckim, w powiecie mińskim, w gminie Latowicz.
Wieś królewska Wielki Las położona była w drugiej połowie XVI wieku w powiecie garwolińskim  ziemi czerskiej województwa mazowieckiego. 
W latach 1526–1795 należała do starostwa latowickiego. W latach 1795–1809 – pod zaborem austriackim. Od 1809 r. w Księstwie Warszawskim, guberni warszawskiej, powiecie siennickim, a od 1866 r. w powiecie mińskim (od 1868 r. nazwa powiatu nowomiński). W latach 1870–1954 należała do gminy Wielgolas, w latach 1955-1972 – do Gromadzkiej Rady Narodowej w Wielgolesie, od 1972 r. należy do gminy Latowicz. W latach 1919–1939 była w granicach województwa warszawskiego, 1939-1945 w Generalnym Gubernatorstwie, 1946-1975 w województwie warszawskim, od 1975 do 1998 r. – w granicach województwa siedleckiego, od 1999 r. znajduje się w województwie mazowieckim.
Wieś jest siedzibą rzymskokatolickiej parafii Matki Bożej Różańcowej w Wielgolesie.

## Części wsi
| SIMC    | Nazwa  | Rodzaj    |
| ------- | ------ | --------- |
| 0677808 | Nowiny | część wsi |

## Historia
We wsi odnajdywano groby ciałopalne należące do kultury grobów kloszowych, okrzeski krzemienne i fragmenty ceramiki pochodzące z neolitu, a wskazujące na istnienie tu osady i pracowni krzemiennej lub cmentarzyska. 
Pierwsze wzmianki pochodzą z 1519 r. z użyciem nazwy "Wielkij Lasz" – wieś w starostwie latowickim. Od XVI w. istniał tu folwark i dworek. 
W 1807 r. założono szkołę elementarną. 
W 1864 r. miejsce działań oddziałów powstańców styczniowych. W okolicznych lasach stacjonowały oddziały partyzanckie Marcina Borelowskiego z Siennicy, ppor. Pawła Ługowskiego z Latowicza. 
W 1918 r. założono Ochotniczą Straż Pożarną. W 1928 r. powstało Koło Gospodyń Wiejskich. W latach 1940–1944 działały tajne gimnazjalne komplety zorganizowane przez Jana Stabińskiego, które prowadzili nauczyciele: Czesław Sasimowski, Władysława Zwolińska i Teresa Orłowska. W latach 1956–1959 wzniesiono murowany budynek szkoły, a w latach 1991-1997 rozbudowano o nowe skrzydło. W 1970 r. wieś liczyła 271 mieszkańców, a w 2000 r. – 719. Przyrost naturalny w latach 1970-2000 wyniósł +29,5%. W 1988 r. we wsi było 127 domów, a w 2009 r. – 216 domów.

## Sanktuarium Matki Bożej Łaskawej w Wielgolesie
Miejscowa tradycja informuje o cudzie zjawienia Matki Bożej w Wielgolesie w XIX w. W latach 1930–1934 na Miejscu Zjawienia została wybudowana kaplica dzięki staraniom ks. Stefana Antosiewicza, proboszcza parafii Latowicz. W 1952 r. założona została parafia, a w latach 1957-1961 wybudowano kościół dzięki staraniom ks. Wacława Korysia. 

## Zabytki
- Kaplica Zjawienia – wzniesiona w latach 1930-1934, dzięki staraniom ks. Stefana Antosiewicza proboszcza parafii Latowicz.
- Kaplica z czerwonej cegły, przy drodze Latowicz-Wielgolas, wzniesiona w 1925 r. przez Bohdana Wyleżyńskiego w zamian za dzierżawę gruntów należących do mieszkańców Wielgolasu.
- Kapliczka murowana, słupowa, otynkowana, pobielona, wzniesiona w 1926 r. przez Bronisława Dyłę.
- Pałac Czartoryskich – murowany, neorenesansowy, otynkowany, boniowany na narożach, wzniesiony w XVIII w. przez Czartoryskich na miejscu dawnego drewnianego dworku. Budynek częściowo parterowy, częściowo piętrowy, podpiwniczony, nieregularny, wzniesiony na planie prostokąta z trójosiową częścią piętrową od wschodu, wysuniętą ryzalitowo od frontu i od ogrodu. Układ pomieszczeń wnętrz jest dwutraktowy, silnie przekształcony. Dachy czterospadowe, kryte blachą, a na wieży czterospadowy z blaszanym hełmem. Otoczenie pałacu stanowi malowniczy park krajobrazowy z pierwszej połowy XIX w. z okazami starodrzewu, obszerną polaną, stawem oraz wzgórzem.

Dobra wielgoleskie nabył w 1837 r. od Skarbu Królestwa Polskiego jenerał lejtnant wojsk carsko-rosyjskich Jerzy Franshave, a od 1859 r. należały one do jego syna Jerzego. W latach późniejszych często zmieniali się właściciele. W 1862 r. włości nabył Jan Ordęga, w 1870 r. – Jan Kadow, w 1877 r. – Jan Golcz, w 1888 r. – Władysław Golcz. W 1904 r. dobra wielgoleskie kupił Bohdan Wyleżyński. W rękach rodziny Wyleżyńskich pałac wielgoleski pozostawał do 1944 r. Obecnie jest nowy właściciel – Ewa Pusz. 

## Miejsca pamięci
Krzyż przy drodze z Latowicza do Wielgolasu w miejscu, gdzie w 1861 r. polegli chłopi, którzy zbuntowali się przeciw pańszczyźnie.